# Edward Routh
Pour les articles homonymes, voir Routh.
Edward John Routh (20 janvier 1831 – 7 juin 1907) est un mathématicien anglais. Il a laissé son nom au critère de Routh-Hurwitz.

## Biographie
Routh est le fils d'un commissaire aux armées, Sir Randolph Isham Routh (1782–1858) et de Marie-Louise Taschereau (1810–1891), une fille de magistrat québécoise (Québec étant alors rattaché à la province britannique du Bas-Canada). La terre noble de Routh, détenue par sa famille depuis l'invasion normande, est voisine du bourg de Beverley, dans le Yorkshire. Le père d'Edward, Randolph, avait notamment servi à la Bataille de Waterloo.
Routh et sa famille quittèrent le Canada pour l'Angleterre en 1842. Il fréquenta le lycée préparatoire d'University College School et fut admis comme boursier à University College de Londres en 1847. Il y étudia sous la direction d'Augustus De Morgan, qui le décida à faire carrière dans les mathématiques.
Routh obtint les titres de B.A. (1849) et de M.A. (1853) à Londres. Il partit ensuite étudier le mathematical tripos au collège Peterhouse de Cambridge, sous la direction d'Isaac Todhunter et de William Hopkins. Au concours de 1854, Routh surclassa James Clerk Maxwell, devenant le Senior Wrangler, et partagea le Prix Smith avec lui. L'année suivante, Routh fut élu fellow de Peterhouse in 1855.
Il consacra désormais l'essentiel de son activité à la préparation des étudiants pour le mathematical tripos, et ce jusqu'en 1874.

### Honneurs
- Fellow de la Royal Society en 1872[1].
- Prix Adams en 1877[1].

## Œuvres
- (avec Henry Brougham), Analytical View of Sir Isaac Newton's Principia, I. B. Cohen, 1855 (rééed. Johnson Reprint Corp., New York, 1972)
- Treatise on the Stability of a Given State of Motion, MacMillan, 1877, rééd. dans Stability of Motion (éd. A. T. Fuller), Taylor & Francis, London, 1975.
- A Treatise on Dynamics of a Particle. With Numerous Examples, CUP, 1898 (lire en ligne)
- The Elementary Part Of a Treatise on the Dynamics of a System of Rigid Bodies : Being Part I of a Treatise on the Whole Subject. With Numerous Examples (lire en ligne)
- The Advanced Part of a Treatise on the Dynamics of a System of Rigid Bodies : Being Part II of a Treatise on the Whole Subject. With Numerous Examples, Londres, Macmillan, 1905 (lire en ligne)
- A Treatise on Analytical Statics with Numerous Examples Volume I, CUP, 1909 (lire en ligne)
- A Treatise on Analytical Statics with Numerous Examples Volume II, CUP, 1909 (lire en ligne)

### Nécrologies
- (en) The Times, 8 June 1907 [lire en ligne]
- (en) Proceedings of the London Mathematical Society, 2nd ser., 5 (1907), xiv–xx;
- (en) Nature, 76 (1907), 200–02;
- (en) Cambridge Review, 13 June 1907, 480–81;
- (en) Herbert Hall Turner, MNRAS, 68 (1907–8), 239–41